# Palau de la Música Catalana
Palau de la Música Catalana er en enormt farverig og overdådigt udsmykket koncerthal i Barcelona, betragtet som et pragteksemplar af catalansk musikkultur og catalansk modernismebyggeri.
 Koncerthallen blev bygget i årene 1905-1908 af den catalanske arkitekt Lluís Domènech i Montaner, som skabte den meget avancerede struktur ved at anvende store glasvægge, mursten og stålkonstruktioner, som han dygtigt forenede med et overflod af skulpturer, relieffer, stærke farver, mosaik, farvet glas og smedejern.. Stedet var bygget som hovedsæde for Orfeó Català, en stor catalansk kor-forening, der blev grundlagt i 1891 af Lluís Millet og Amadeo Vives. Kor-foreningen var en ledende kraft i den catalanske kulturbevægelse, der blev kendt som Renaixença (Catalansk Genfødsel).
Koncerthallen kan rumme op til 2049 tilskuere til en koncert på en gang, hvis alle siddepladserne benyttes i hallen. Mere end en halv million mennesker om året kommer som tilskuere til musikalske forestillinger i Palau, der spænder i repertoiret fra symfonisk klassisk og kammermusik til jazz, pop og cançó (catalansk sang).
I år 1997 blev koncerthallen optaget på UNESCOs Verdensarvliste i Spanien i år 1997, sammen med det meget simplere udsmykket sygehus Hospital de Sant Pau af samme arkitekt Lluis Domènech.

## Udformning
Enhver overflade er udsmykket i koncerthallen, udenpå og indenfor, hvilket skaber et meget stort indtryk på tilskuere og besøgende. Udenfor er koncerthallen domineret af mørkerøde mursten, der står i skarp kontrast til de hvidlige skulpturer af mennesker og farvede blade og plantedele. Den kontrastfyldte og simplere udsmykning udenfor forbereder på ingen måde tilskueren til det barokke virvar, overflod, farveeksplosion og fuldkommen visuel overvældelse indenfor. De visuelle indtryk skaber en imponerede ramme om musikken. Indenfor er alle overfladerne flerfarvede og skinnende, dækkede af fliser, kakler, mosaikker, mønstre, skulpturer og relieffer, dog er bygningen opført sådan, at akustikken er fremragende og lyden bliver ikke dæmpet. Noget af det mest karakteristiske for Palau er loftsvinduet i koncerthallen, hvor dagslyset slipper ind og hvor det flerfarvede glas, dækket af mønstre, er formet som en stor glasdråbe, der er ved at dryppe nedad, og er omringet af roseblomstformede keramiske kakler. Dette imponerende loftsvindue med dråben ses ofte som symbol for Palau i diverse marketingsforetagende. Et andet særkendetegn er de 18 muser i væggene omkring orkestret på scenen. Der er 9 muser på hver væg, hver af dem spillende på et instrument, og deres overkroppe er tredimensionelle skulpturer, der stikker frem ud af væggen, som var de en del af orkestret. Musernes kjoler med diverse symboler er til gengæld helt flade, grafiske relieffer og væggene omkring dem er dækket med de typiske for Barcelona trencadís rødfarvede brudstykker af mosaik. Den røde farve giver de lyse museskulpturer et varmt glød under belysningen og det varme skær tiltrækker tilskuernes øjne. Der er utallige andre skulpturer, for eksempel den catalanske musikgruppe på hjørnet af bygningen eller pegasus-hesten på en af søjlerne. Søjlerne udenfor er også særprægede for stedet, helt tykke, byggede af mørkerøde mursten, stensokler og kantede med store relieffer af planteblade. Søjlerne er så store, at i gamle dage var der plads nok inde i dem til billetluge.

## Koncerter og musikere
Udover korsamfundet Orfeo Catala, er koncerthallen siden 1908 blevet benyttet af lokale og verdenskendte musikere, sangere, dirigenter, orkestrer og komponister, såsom Arthur Rubinstein, Montserrat Caballé, José Carreras, Yehudi Menuhin, Berlins Filharmoniske Orkester med Richard Strauss, Herbert von Karajan, Wiens Filharmoniske Orkester og mange andre. Palau har desuden været et samlingspunkt for catalansk kultur, politik og den catalanske identitet siden opførslen.
Komponister, der har opført eller dirigeret deres egne værker i koncerthallen siden starten af det 20 århundrede, var blandt andet selveste Richard Strauss, Maurice Ravel, Sergei Prokofiev, Igor Stravinsky, Sergei Rachmaninov, Arthur Honegger, Krzysztof Penderecki og andre.
Jazzmusikere og popmusikere som også gav koncerter i Palau, var blandt andet Duke Ellington, Ella Fitzgerald, Norah Jones, Sinéad O'Connor og andre.

## Galleri
- Loftsvinduet med karakteristiske glasdråbe
- Scenen set fra forreste sæder i gulvhøjde
- Hallen set fra scenen
- Pegasus-skulpturen
- De kakkeldækkede lofter og vægge på trapperne
- Gammel billetluge inde i søjlen
- Skulptur af Lluis Millet, skaberen af Orfea Catala